# Majid Bishkar
Majid Bishkar (persan : مجید بیشکار) (né le 6 août 1958 à Khorramchahr en Iran) est un joueur de football international iranien, qui évoluait au poste de milieu de terrain.

## Biographie

### Carrière en club
Il joue en faveur de clubs iraniens, puis indiens.

### Carrière en équipe nationale
Il reçoit une sélection en équipe d'Iran lors de l'année 1978.
Il figure dans le groupe des sélectionnés lors de la Coupe du monde de 1978. Lors du mondial organisé en Argentine, il ne joue aucun match.

## Palmarès
| East Bengal - Coupe d'Inde (1) : - Vainqueur : 1980-81. |  | Mohammedan SC - Coupe d'Inde (2) : - Vainqueur : 1983-84 et 1984-85. |